# Lutter am Barenberge
Lutter am Barenberge é uma cidade mercantil ( Flecken ) localizada no distrito de Goslar, na Baixa Saxônia, Alemanha . É a sede administrativa do Samtgemeinde ("município coletivo") Lutter am Barenberge.

## Geografia
Está situado entre a cordilheira de Harz, no sul, e as colinas de Hainberg, no norte, aprox. 13   km (8   mi) a noroeste de Goslar . A área municipal compreende as localidades de Nauen e Ostlutter.

## História
Lutter, em homenagem a um riacho próximo, foi fundado pelo Imperador Otto I em 956 como parte das propriedades da Abadia de Gandersheim no interior do Ducado da Saxônia. Um castelo de água foi mencionado pela primeira vez em 1259, alugado pelos Bispos de Hildesheim aos nobres locais. Em vários momentos, foi reivindicado pelos duques de Brunswick-Lüneburg, mas readmitido pelos bispos de Hildesheim em 1323. Então a denotação Bischofslutter apareceu para diferenciá-la da vizinha Königslutter. O nome Lutter am Barenberge (ou seja, as montanhas Harz) é documentado desde o século XIV.
Na feroz disputa diocesana de Hildesheim, em 1523, Lutter foi novamente conquistado pelo duque Henrique V de Brunswick e o príncipe-bispo de Hildesheim, John IV de Saxe-Lauenburg, só pôde manter a localidade de Ostlutter. Durante a Guerra dos Trinta Anos, as tropas dinamarquesas sob o rei Christian IV retiraram-se para o Castelo de Lutter, onde foram derrotadas pelas forças católicas e imperiais lideradas pelo Conde Tilly na Batalha de Lutter de 1626, uma derrota que mudou o curso da Guerra de Trinta Anos.
De acordo com a Ata Final do Congresso de Viena, as antigas propriedades Hildesheim de Ostlutter em 1815 passaram para o Reino de Hanover ( Província Prussiana de Hanover de 1866), enquanto Lutter propriamente dita permaneceu com o Ducado de Brunswick . Ambas as partes não foram reunidas até uma reforma administrativa de 1941.

### Demografia
Em 30 de junho de 2018 havia 4.009 habitantes em Lutter am Barenberge. 
| Ano  | Habitantes |
| ---- | ---------- |
| 1821 | 1.840      |
| 1848 | 2.557      |
| 1871 | 2,618      |
| 1885 | 2.721      |
| 1905 | 2558       |
| 1925 | 2,205      |

| Ano  | Habitantes |
| ---- | ---------- |
| 1933 | 2,245      |
| 1939 | 2,209      |
| 1946 | 3.873      |
| 1950 | 3,795      |
| 1956 | 3,197      |

| Ano  | Habitantes |
| ---- | ---------- |
| 1961 | 2,956      |
| 1968 | 2792       |
| 1970 | 2,812      |
| 1975 | 2,681      |
| 1980 | 2.588      |

## Política

### Câmara Municipal
Eleições locais de 2006:
- SPD : 7 lugares
- CDU : 5 lugares
- FDP : 1 lugares